# 王位継承
王位継承（おういけいしょう）は、一般的に王位（国王の位）を王太子など王位継承者に譲ることである。帝位（皇帝の位）の場合は帝位継承（ていいけいしょう）という。
日本における皇位（天皇の位）を継承する皇位継承に相当する。

## 概要
君主制をとっている国では、継承をめぐる紛争を防ぐため、継承法を明確に定めていることが多い。しかし、歴史上は数々の継承紛争が生じている。中国王朝はその最たるものであり、非常に多くの事例がある。
王位に限らず、公爵やベグ、スルタンなどの君主号にも同様の制度や問題が存在する。以下ではそれらも併せて王位継承について論じる。
東ローマ帝国では帝位継承法が明確に定められておらず、クーデターによる王位簒奪さえ合法であった。古代の民主制の名残から、ローマ皇帝位の正統性は「市民・軍隊・元老院の推戴による」とされていた。そのため、クーデターを起こしてもこの三者の合意が得られれば合法であった。なお、9世紀頃になると「市民」は実際の市民ではない「市民」という名の儀式用の役人であり、元老院議員は高級官僚で構成されていた（ただし、11-12世紀には実際のコンスタンティノポリス市民が反乱を起こし、皇帝の廃立に関与することがあった）。
オスマン帝国では一時、争いを防ぐため、反逆心の有無に関わらず兄弟を皆殺しにする慣習もあった。

## 世襲王制と選挙王制

### 世襲王制
多くの国では世襲によって継承される世襲王制をとっている。近現代の君主の継承制度は、女系および女子への継承を認めるか否かという観点から、男系男子継承制、男系・女系長子継承制、男子優先長子継承制、絶対的長子継承制に分類される。

### 選挙王制
選挙王制はどちらかといえば少数派の制度であり、また実質的な世襲王制である場合も多い。
ローマ帝国崩壊後、現在のドイツ一帯に勢力を張ったサクソン人は選挙によって君主を選出する文化を持っていた。このためローマ王は選挙によって選出された。ただし、選挙権を持つ者は選帝侯と呼ばれる下位の世襲君主に限られていたため、彼らを抱きこむことでローマ王位は事実上世襲されることが多かった。

## 世襲王制における継承資格と順位

### 継承制度
先述のように近現代の君主の継承制度は、女系および女子への継承を認めるか否かという観点から、男系男子継承制、男系・女系長子継承制、男子優先長子継承制、絶対的長子継承制に分類される。
男系男子継承制
男系長子継承制は君主の地位が男系男子にのみ継承される制度をいう。男系長子継承制はサリカ法（Salic Law）ともいい、これはゲルマン民族のフランク族中のサリー支族の6世紀の古法で、王位継承に関する規定ではなく土地相続に関する法であった。しかし、15世紀にフランスで王庁に関係する著述家がフランスの王位継承権から女子女系が排除されていることを正当化する根拠として取り上げられ、16世紀にはフランス公法・憲法の基盤となったものである。
男系・女系長子継承制
男系・女系長子継承制は原則として男系男子にのみ継承されるが、君主の一族の始祖の男系子孫の男子がいなくなった場合には女子・女系による継承を認める制度をいう。準サリカ法（Semi-Salic Law）ともいう。
男子優先長子継承制
男子優先長子継承制とは男女に継承権があるが第一子と第二子のように同一の親族関係では男子を優先する制度をいう。
絶対的長子継承制
絶対的長子継承制とは性別にかかわらず長子を優先して継承する制度をいう。
継承の順位は一般に長子相続である。遊牧民族では、嫡男でなく末子（一番年下の息子）に継承させる末子相続をとる場合がある。ただし、これは年上の男子がすでに独立しているために発生する継承形態である。
継承権に関しては配偶関係が一定の意味を持つ場合がある。一夫多妻制がとられている場合、一般に正室の子にのみ継承権があるが、正室に子がいない場合は側室の子に継承させたり、側室を正室に格上げして継承させた。正室・側室の区別をつけず、年長の子から順に継承順をつける場合もある。またオスマン帝国のように、最初に子を産んだ妃が正室とされる逆説的な制度もある。
君主の位の継承権に密接に関係する公法上の概念として、君主、その継承権者およびその配偶者などで構成される王公家・王公室（the royal house）ないし王公族（the royal family）の概念がある。
なお、 タイ王国（チャクリー王朝）や サウジアラビア（サウード家）にも王室は存在するが、明確な継承順位が定められていない。

### 最先順位の継承権者と称号
一般的に継承権の順位は法律等で定められている。
英語のheir apparentは日本語訳では法定相続人あるいは法定推定相続人と訳される。この地位は現在の君主あるいは有爵者より長生きすれば、その君主位または爵位を継承して次代の君主あるいは有爵者となる者をいう。なお、法定相続人の語は君主の継承に関するheir apparentだけでなく、相続一般におけるlegal heirの訳にも用いられるため区別を要する。
君主の法定推定相続人には専用の称号を設けている場合が多い。具体的な例として、イギリスにおけるウェールズ公、オランダにおけるオラニエ公、ベルギーにおけるブラバント公、スカンディナヴィア諸国における王太子、ルクセンブルクにおける大公世子やリヒテンシュタイン・モナコにおける公世子などがある。またイギリスの貴族制度では、爵位の法定推定相続人は他の兄弟とは別の儀礼称号で称される権利を持ち、その他の国でも法定推定相続人に一定の称号が付されることがあった（例：フランスのドーファン、イタリアのピエモンテ公）。

#### 現在の法定推定相続人の一覧
| 国                  | 肖像 | 法定推定相続人                 | 年齢                   | 君主との続柄 | 期間             |
| ------------------- | ---- | ------------------------------ | ---------------------- | ------------ | ---------------- |
| スウェーデン        |      | ヴィクトリア                   | 1977年7月14日（47歳）  | 長子         | 1980年1月1日～   |
| リヒテンシュタイン  |      | アロイス                       | 1968年6月11日（56歳）  | 長男         | 1989年11月13日～ |
| ノルウェー          |      | ホーコン・マグヌス             | 1973年7月20日（51歳）  | 長男         | 1991年1月17日～  |
| ブルネイ            |      | アルムタデー・ビラ             | 1974年2月17日（51歳）  | 長男         | 1998年8月10日～  |
| バーレーン          |      | サルマーン                     | 1985年8月31日（39歳）  | 長男         | 1999年3月6日～   |
| ルクセンブルク      |      | ギヨーム                       | 1981年11月11日（43歳） | 長子         | 2000年10月7日～  |
| モロッコ            |      | ムーレイ・ハサン               | 2003年5月8日（21歳）   | 長男         | 2003年5月8日～   |
| クウェート          |      | ナッワーフ                     | 1937年6月25日（87歳）  | 異母弟       | 2006年1月29日～  |
| ドバイ首長国        |      | ハムダーン                     | 1982年11月14日（42歳） | 次男         | 2008年2月1日～   |
| ヨルダン            |      | フセイン                       | 1994年6月28日（30歳）  | 長男         | 2009年～         |
| トンガ              |      | ウルカララ                     | 1985年9月17日（39歳）  | 長男         | 2012年3月18日～  |
| オランダ            |      | オラニエ女公カタリナ＝アマリア | 2003年12月7日（21歳）  | 長子         | 2013年4月30日～  |
| ベルギー            |      | ブラバント女公エリザベート     | 2001年10月25日（23歳） | 長子         | 2013年7月21日～  |
| モナコ              |      | ジャック                       | 2014年12月10日（10歳） | 長男         | 2014年12月10日～ |
| ブータン            |      | ジグミ・ナムゲル・ワンチュク   | 2016年2月5日（9歳）    | 長子         | 2016年2月5日～   |
| サウジアラビア      |      | ムハンマド・ビン・サルマーン   | 1985年8月31日（39歳）  | 子           | 2017年6月21日～  |
| カタール            |      | アブドゥッラー・ビン・ハマド   | 1988年2月9日（37歳）   | 異母弟       |                  |
| レソト              |      | レロソリ・セーイソ             | 2007年4月18日（17歳）  | 長男         |                  |
| イギリス 英連邦王国 |      | ウィリアム                     | 1982年6月21日（42歳）  | 長子         | 2022年9月8日～   |
| デンマーク          |      | クリスチャン                   | 2005年10月15日（19歳） | 長子         | 2024年1月14日～  |

### 継承権喪失
継承法が変更されたときは法定推定相続人の地位が他の人物に移ることがある。例えば1980年にスウェーデンの王位継承法は男子優先長子相続制から長子相続制に変更され、これによってスウェーデン王位の法定推定相続人はカール・フィリップ王子から姉のヴィクトリア王女に替わった。
継承法上、継承権の喪失や放棄などが定められている場合、法定推定相続人はこれらの理由によって継承権を失うこともある。典型的な喪失事由は国王もしくは議会の承認なき婚姻であるが、特定の宗教に対する信仰もしくは不信仰を喪失事由とする国もある。
現存する君主制国家では以下のような規定の例がある。
- イギリスの王位継承法（2013年改正法）では、カトリックを信仰する者は継承権を喪失すると定めている。
- オランダの憲法では、議会の承認なく結婚した者は継承権を喪失すると定めている。
- スウェーデンの王位継承法では、ルーテル派を信仰しない者や、国王と国会の同意なく他国の統治者と結婚した者は継承権を喪失すると定めている。
- スペインの憲法では、国王および議会の禁止に反して結婚した者は継承権を喪失すると定めている。
- デンマークの憲法では、国王の同意なく結婚した者は継承権を喪失すると定めている。
- ベルギーの憲法では、国王または国王の権限を代行する者の同意なく結婚した者は継承権を喪失すると定めている。

## 王位継承をめぐる主な歴史上の事件
- 壬申の乱
- 両統迭立・南北朝時代 (日本)
- 百年戦争
- カスペの妥協
- モンゴル帝国帝位継承戦争
- ファルツ継承戦争
- 名誉革命
- ジャコバイト運動
- スペイン継承戦争
- ポーランド継承戦争
- オーストリア継承戦争
- バイエルン継承戦争
- カルリスタ戦争
- ポルトガル内戦
- ネパール王族殺害事件